# Aethiessa
Aethiessa es un género de coleóptero de la familia Scarabaeidae.

## Especies
- Aethiessa feralis Erichson, 1841
- Aethiessa floralis Fabricius, 1787
- Aethiessa inhumata Gory & Percheron, 1833
- Aethiessa martini Bedel, 1889
- Aethiessa mesopotamica Burmeister, 1842
- Aethiessa squamosa Gory & Percheron, 1833[2]
- Aethiessa szekessyi Brasavola, 1939
- Aethiessa zarudnyi Kiserirzkij, 1939